# Lobobunaea thomsonii
Lobobunaea thomsonii är en fjärilsart som beskrevs av Kirby 1877. Lobobunaea thomsonii ingår i släktet Lobobunaea och familjen påfågelsspinnare. Inga underarter finns listade i Catalogue of Life.